# Charlie Plummer
Charlie Plummer (* 24. Mai 1999 in Poughkeepsie, New York) ist ein US-amerikanischer Schauspieler, der seine Karriere als Kinderdarsteller begonnen hat.

## Leben
Charlie Plummer ist der Sohn der Schauspielerin Maia Guest und des Drehbuchautors und Filmproduzenten John Christian Plummer. Er hat einen jüngeren Bruder.
Nach dem Besuch sieben verschiedener Schulen in Los Angeles, Upstate New York und New York City war Plummer mit einem Gastauftritt in Onion SportsDome erstmals im Jahr 2011 im Fernsehen zu sehen. Im gleichen Jahr spielte er in dem Film We Are the Hartmans die Rolle des jungen Jordan. Zwischen 2011 und 2013 spielte Plummer in acht Folgen der Fernsehserie Boardwalk Empire Michael Thompson und danach bis 2015 in 24 Folgen von Granite Flats Timmy Sanders. Zu dieser Zeit befand sich Plummer unter den letzten Kandidaten für die Neubesetzung von Spider-Man, allerdings hat letztlich Tom Holland diese Rolle erhalten.
Es folgten größere Rollen in Filmen wie King Jack  und The Dinner. Im September 2017 wurde im Rahmen der Filmfestspiele von Venedig der Film Lean on Pete vorgestellt, in dem der 18-Jährige Plummer die Hauptrolle als der 15-jährige Charley Thompson übernahm, der versucht, ein Pferd vor dem Schlachthof zu retten. Für seine schauspielerische Leistung in diesem Film wurde Plummer mit dem Marcello-Mastroianni-Preis ausgezeichnet. Plummers Darstellung in dem Film wurde von Kritikern vielfach gelobt, besonders weil er die inneren Monologe, die er in der Rolle von Charley führte und die in der Romanvorlage nur gedacht werden, im Film sprachlich und nach außen gewandt darstellen musste. David Rooney von The Hollywood Reporter nennt Plummer das eigentliche Herz des Films. Er vergleicht den Film mit Gus Van Sants My Private Idaho.
Im Film Alles Geld der Welt von Ridley Scott erhielt Plummer die Rolle von John Paul Getty III. An der Seite von Michelle Williams und Mark Wahlberg spielt er in dieser Rolle den Sohn des US-amerikanischen Milliardärs John Paul Getty II., der 1973 das Opfer einer spektakulären Entführung in Italien wurde. Der Film kam am 25. Dezember 2017 in die US-Kinos. Eine Hauptrolle erhielt Plummer auch in Luke Gilfords Filmdrama National Anthem, das im März 2023 beim South by Southwest Film Festival seine Premiere feierte.

## Filmografie (Auswahl)
- 2011: We Are the Hartmans
- 2011–2013: Boardwalk Empire (Fernsehserie, 8 Folgen)
- 2013–2015: Granite Flats (Fernsehserie, 24 Folgen)
- 2015: King Jack
- 2017: The Dinner
- 2017: Lean on Pete
- 2017: Alles Geld der Welt (All the Money in the World)
- 2018: The Clovehitch Killer
- 2019: Share
- 2019: L. A. Rebels – Ausbruch der Gewalt (Gully)
- 2019: Eine wie Alaska (Looking for Alaska, Miniserie)
- 2020: Words on Bathroom Walls
- 2020: Zerplatzt (Spontaneous)
- 2022: Moonfall
- 2023: National Anthem
- 2024: The Return

## Auszeichnungen (Auswahl)
Internationale Filmfestspiele von Venedig
- 2017: Auszeichnung mit dem Marcello-Mastroianni-Preis (Lean on Pete)